# Juan Manuel Escudero
Juan Manuel Escudero Muñoz (Campillo de Deleitosa, Cáceres, 1947) es un pedagogo español,  catedrático de Didáctica y Organización Escolar de la Universidad de Murcia. Es un defensor de una pedagogía del compromiso y de un concepto ético y sistémico del cambio en educación.
Escudero es pedagogo, profesor, investigador y exdecano de las Facultades de Filosofía y Ciencias de la Educación de la Universidad de Santiago de Compostela y de Educación de la Universidad de Murcia. Ha investigado sobre políticas educativas, reformas escolares, asesoramiento para la mejora escolar, formación del profesorado, cambio e innovación educativa. Sus reflexiones se han hecho presentes en el debate de la enseñanza, la administración educativa, la investigación educativa, la renovación pedagógica y la defensa de los derechos de la infancia.

## Trayectoria profesional
Se graduó en 1972 en Educación, en la Universidad Pontificia de Salamanca. En 1975 comienza su carrera docente en la Universidad de Valencia, incorporándose en 1981 a la Universidad de Santiago de Compostela, donde obtiene la cátedra en 1982 y asume el decanato de la Facultad de Filosofía y Ciencias de la Educación. A finales del 1983 se traslada a la Universidad de Murcia, en la que será director del Departamento de Curriculum e Investigación Educativa, del Instituto de Ciencias de la Educación y decano de la Facultad de Educación.
Ha impartido seminarios y cursos de doctorado en diversas universidades españolas y extranjeras, como las de Salamanca, Granada, Autónoma de Barcelona, Pablo Olavide de Sevilla, Universidad de La Laguna, Fundación Archipiélago en Buenos Aires, Central de Montevideo, PUCMM de Santo Domingo, do Minho de Portugal, Central de Venezuela, Pedagógica Nacional de México.
Ha sido director de Evaluación de los Programas Atenea y Mercurio (Ministerio de Educación, Cultura y Deporte del Gobierno de España) y director del Programa de Evaluación y Formación de Equipos Psicopedagógicos de la Comunidad de Madrid (Consejería de Educación Comunidad de Madrid).  
Miembro de comités científicos de revistas especializadas: revista Fuentes (Universidad de Sevilla), Teoría de la Educación (Universidad de Salamanca), Revista de Curriculum y Formación del Profesorado (Universidad de Granada), EKS (Universidad de Salamanca) y editor asociado de la Revista de Educación (Ministerio de Educación, Cultura y Deporte de España). Evaluador de la Agencia Nacional de Evaluación y Prospectiva ANEP (Ministerio de Educación, España) y de la Agencia de Evaluación de la Calidad y Acreditación del Sistema Universitario Vasco (UNIQUAL). Miembro del Consejo Escolar del Estado (Ministerio de Educación, Cultura y Deporte de España). Investigador principal en el Grupo de Investigación Equidad e Inclusión en Educación (Universidad de Murcia) y presidente del Comité de Ciencias Sociales de la Agencia Andaluza de Evaluación de la Calidad y Acreditación Universitaria (AGAE) de la Junta de Andalucía. 

## Investigación y aportaciones
Los primeros trabajos del profesor Escudero sobre innovación educativa ya abordaban la reconfiguración y democratización del conocimiento pedagógico. Desde entonces, sus investigaciones y conclusiones comprometen la tarea educativa con la construcción de una sociedad más justa, más fraternal: una educación de calidad de todos y para todos.
Defiende la viabilidad y utilidad de la reflexión educativa, siempre que se sustente en el análisis colectivo, el diálogo y la investigación contrastada. En coherencia con este enfoque, el profesor Escudero desarrolla su tarea de investigación en equipo y sus reflexiones en diálogo con docentes y otros agentes educativos, redefiniendo el significado de una serie de conceptos centrales en educación:
- El currículo como práctica y campo de estudio, una realidad compleja y multidimensional donde fijar cualquier cambio en educación y cuyo significado va más allá de una mera formulación de intenciones.[22][23][24]
- El desarrollo profesional del docente como resultado del compromiso con una tarea ética y fundamentada, que se reconstruye colectiva e individualmente en el contexto natural donde se despliega, enfocada a la mejora de la calidad de aprendizajes y en colaboración con los estudiantes.[25][26][27]
- La innovación, una práctica orientada a la mejora del aprendizaje valioso y ‘en profundidad’ en un contexto de equidad e inclusión.[28][29]
- El asesoramiento pedagógico, una labor profesional sustentada en el conocimiento y el diálogo colectivo, orientada a la mejora organizativa del centro, de la profesionalización docente y los aprendizajes. Una tarea que se justifica por el ‘empoderamiento’ que pretende de toda la comunidad educativa.[30][31]
- Las instituciones educativas, como organizaciones culturales y conflictivas, que necesitan transformarse en espacios de colaboración docente y de desarrollo organizativo autónomo y responsable, en estrecha relación con la ciudadanía a la que sirven y al servicio de la mejora de la enseñanza, el aprendizaje y la evaluación.[32][33][34]
- La función directiva, como tarea que se ejerce de manera distribuida y para la innovación y el cambio, una función que se desarrolla en equipo apoyando a la creación de una comunidad profesional de aprendizaje, en la que debe cristalizar toda organización escolar.[35][36]
- El fracaso escolar, un ‘drama humano’ evitable, incompatible con el concepto de educación como bien común y derecho incondicional.[37][38][39]
- La tecnología educativa, un espacio para el análisis y uso crítico de los medios de enseñanza. Un elemento catalizador de la innovación y el desarrollo curricular. Un entorno para la búsqueda de la verdad. Un recurso cuyo sentido educativo se encuentra en procurar la liberación de los sujetos, en lugar de su dominación.[40][41]
- La calidad en la educación, una referencia y propósito a beneficio de todos y de todas, incluyendo siempre a los más vulnerables.[42][43]

De acuerdo a Escudero, la educación es una práctica moral, un ejercicio de equidad e inclusión, con el que alcanzar mayores cotas de justicia social. Para él, la tarea educativa sólo se justifica por el fin moral de promover una convivencia más justa en lo económico, sabia en lo social y ecológica en lo natural. 

## Obra seleccionada

### Libros
- Esquemas de observación y análisis de clases (1979)
- Tecnología educativa: diseño de material escrito para la enseñanza de conceptos (1979)
- Cómo formular objetivos operativos (1980)
- Modelos didácticos: Planificación sistemática y autogestión educativa (1981)
- La renovación pedagógica: algunos modelos teóricos y el papel del profesor (1984)
- Innovación educativa: teorías y procesos de desarrollo (1987)
- Plan experimental de formación de equipos psicopedagógicos (1991)
- Los desafíos de las Reformas Escolares: cambio educativo y formación para el cambio (1991)
- El asesoramiento a centros educativos: estudio evaluativo de los equipos psicopedagógicos de la Comunidad de Madrid (1992)
- Escuelas y profesores: ¿hacia una reconversión de los centros y la función docente? (1994)
- Diseño y desarrollo del curriculum en la educación secundaria (1997)
- Evaluación de programas, centros y profesores (1998)
- Diseño, desarrollo e innovación del curriculum de la Educación Secundaria (2000)
- La reforma de la reforma: ¿qué calidad, para quiénes? (2002)
- La formación del profesorado y la mejora de la educación: políticas y prácticas (2006)
- El espacio europeo de educación superior: ¿será la hora de la renovación pedagógica de la Universidad? (2006)
- Exclusión social/exclusión educativa. (2006)
- La formación del profesorado en los centros: presupuestos, principios metodológicos de procedimientos y actividades. (2007)
- Inclusión y exclusión educativa: Realidades, miradas y propuestas (2016)

## Honores
- Doctor honoris causa por la Universidad de Santiago de Compostela (España)